# Distrikt Puerto Inca
Der Distrikt Puerto Inca liegt in der Provinz Puerto Inca in der Region Huánuco in Zentral-Peru. Der Distrikt wurde am 2. Februar 1956 gegründet. Der Distrikt Puerto Inca hat eine Fläche von 2328 km². Beim Zensus 2017 wurden 10.250 Einwohner gezählt. Im Jahr 1993 lag die Einwohnerzahl bei 10.856, im Jahr 2007 bei 8633. Verwaltungssitz des Distriktes ist die am rechten Flussufer des Río Pachitea auf einer Höhe von 220 m gelegene Provinzhauptstadt Puerto Inca mit 2902 Einwohnern (Stand 2017). Bei Puerto Inca mündet der von Westen kommende Fluss Río Sungarayacu in den Río Pachitea. Eine Straßenbrücke verbindet die Stadt Puerto Inca mit dem westlichen Flussufer. Von dort führt eine 7 km lange Verbindungsstraße zu der Kleinstadt Puerto Sungaro (2136 Einwohner), welche an der Nationalstraße 5N (Alexander von Humboldt–Ciudad Constitución) liegt.

## Geographische Lage
Der Distrikt Puerto Inca liegt zentral in der Provinz Puerto Inca. Der Distrikt liegt am Westrand des Amazonasbeckens. Im Osten erheben sich die Berge des Sira-Gebirges. Der stark mäandrierende Río Pachitea durchströmt den Distrikt zentral in nördlicher Richtung.
Der Distrikt Puerto Inca grenzt im Süden an den Distrikt Yuyapichis, im Südwesten an den Distrikt Codo del Pozuzo, im Nordwesten an den Distrikt Irázola (Provinz Padre Abad, Region Ucayali), im Norden an den Distrikt Tournavista sowie im Osten an den Distrikt Iparía (Provinz Coronel Portillo, Region Ucayali).